# Trận Inkerman
Trận Inkerman là trận đánh lớn thứ ba và trận đánh lớn nhất trong cuộc Chiến tranh Krym, diễn ra vào năm 1854. Trận đánh kết thúc với việc Quân đội Anh do Tướng Fitzroy Somerset, Nam tước Raglan thứ nhất chỉ huy và Quân đội Pháp do Tướng François Certain Canrobert chỉ huy làm chủ trận địa dù chịu thiệt hại không nhỏ, buộc Quân đội Đế quốc Nga dưới quyền Tướng A. S. Menshikov phải rút lui với tổn thất nặng nề hơn hẳn đối phương. Gánh nặng chủ yếu trong trận Inkerman thuộc về quân Anh và người Anh xem trận này là một thắng lợi huy hoàng của họ (mà bản thân Nữ hoàng Victoria cũng thừa nhận) trong chiến dịch Sevastopol. Đây cũng được cho là một trong những chiến tích hiển hách của lực lượng Bộ binh Anh, cũng như là thời điểm tuyệt vời nhất của người lính Anh thời Victoria và thể hiện tài năng, lòng dũng cảm cùng với sự kiên cường của họ. Tuy 5.000 quân Pháp không tham chiến và quân Nga có lợi thế quân số, liên quân Anh - Pháp đã bẻ gãy cuộc đột kích của đối phương trong sương mù và mưa gió.
Sau trận Balaclava bất phân thắng bại, Menshikov một lần nữa cố gắng đột phá đồn bót của liên quân xung quanh Sevastopol. Thực quyền chỉ huy trong trận Inkerman thuộc về phó chỉ huy của ông là P. P. Liprandi.. Trận chiến mở đầu lúc rạng sáng ngày 5 tháng 11 năm 1854, và sương mù khiến chỉ huy hai bên đều không thể kiểm soát tình hình. Do đó, những người lính nắm quyền chủ động và đây trở thành một "Trận đánh của lính". Theo lệnh của Menshikov, tướng Soimonov có nhiệm vụ phân rẽ Quân đội Anh từ phía Tây, trong khi tướng Paulov tấn công từ phía Bắc và một tướng Nga khác tiến hành nghi binh để quân Pháp không tăng viện cho quân Anh. Ngoài ra, 2 vạn quân dự bị Nga đóng về phía Tây Bắc. Quân Nga tiến công lên dốc và trận chiến kéo dài cả ngày. Với ưu thế vượt lên súng hỏa mai của Nga, súng trường Minié của quân Anh đã xé lẻ các đội hình hàng dọc của quân Nga, gây thương vong cao cho đối phương và vô hiệu hóa cho lưỡi lê của họ. Điều này chứng tỏ sự lỗi thời của các đội hình thời Napoléon. Tuy nhiên, do thiếu hụt đạn dược, người Anh phải lệ thuộc vào những đợt tấn công bằng lưỡi lê. Soimonov đã tử trận trong một đợt tấn công thắng lợi của Trung đoàn số 47 của Anh, và tinh thần kỷ luật của quân Anh cũng giúp cho họ làm chủ được lòng can đảm của lính Nga trong giai đoạn đầu này. Sự thiếu hợp tác của các tướng Nga cũng góp phần dẫn đến thắng lợi của quân Anh trong suốt cuộc phòng vệ. Quân tiếp viện Anh đã sớm tiếp cận trận địa, trong khi quân Pháp đến trễ hơn nhiều. Sự tiếp viện của quân Đồng minh đã khiến cho lợi thế quân số của quân Nga bị suy giảm và xoay chuyển thế trận, sau khi quân Nga bị Bộ binh Anh cầm chân trong cuộc giao tranh đẫm máu. Viện binh của Anh và Pháp đã quyết định đến thất bại của đợt tập kích cuối cùng của quân Nga. Về cuối trận đánh, những khẩu (siêu) pháo vây hãm của quân Anh đã được Raglan đưa vào chiến trường, cùng với các khẩu đội pháo đè bẹp quân Pháo binh Nga và hỗ trợ cho những người lính Anh trên chiến trận.
Trận Inkerman là nỗ lực lớn cuối cùng của quân Nga nhằm tiêu diệt quân Đồng minh ở Sevastopol. Sau 8 tiếng đồng hồ hỗn chiến, quân Nga đã triệt thoái và vượt sông Tchernaïa. Thắng lợi ở Inkerman đã khiến cho Raglan được phong hàm Thống chế Anh. Ngoài ra, trận Inkerman cũng được xem là một trận đánh điển hình của Trung đoàn Vệ binh Hoàng gia Anh. Sau trận chiến này, cả hai phe đã bắt đầu trú đông. Chiến thắng không nhỏ của liên quân tại Inkerman báo hiệu sự tiếp diễn của cuộc vây hãm Sevastopol, song cũng ngăn ngừa một cuộc tấn công của quân Đồng minh vào Sevastopol trước khi mùa đông đến.